# Lee Lawrie
Lee Oscar Lawrie (16 de outubro de 1877 - Easton (Maryland), 23 de janeiro de 1963) foi um escultor norte-americano.
Participou com suas numerosas obras no desenvolvimento da Art deco na América do Norte. Suas obras mais importantes são as esculturas no capitólio do Nebraska na cidade de Lincoln.

## Obras
- Painéis em relevo alegórico Valentia, Patriotismo e Sabedoria sobre as portas de entrada na câmara do Senado dos Estados Unidos (parte da remodelação de 1950-período Federal do Senado), Washington, DC
- Edifício de Educación (também conhecido como Edifício Forum) em Harrisburg, Pensilvânia
- Capitólio do Estado da Luisiana em Baton Rouge, Luisiana
- Memorial da Paz em Gettysburg, Pensilvânia
- La fidelidad Mutual Life edificio em Filadelfia, Pensilvânia (ahora parte del Museo de Arte de Filadelfia, los elementos escultóricos de los cuales incluyen la lechuza de la sabiduría, el perro de la fidelidad, el pelícano de la caridad, la zarigüeya de proteção, y la ardilla de la frugalidad ), arquitetos Zantzinger, Borie e Medary
- Estátua de George Washington, na Catedral Nacional de Washington, DC
- Cenefas de la Corte del Condado de Ramsey em Saint Paul, Minnesota
- Dois baixos-relevos egípcios para Hale Laboratório Solar de 1924 em Pasadena, Califórnia
- Santuário Nacional da Imaculada Conceição e as portas de bronze da construção de John Adams na Biblioteca do Congresso dos Estados Unidos, em Washington, DC
- Memorial Harkness Torre da Universidade de Yale, New Haven, Connecticut
- Beaumont Tower de la Universidad Estatal de Michigan em East Lansing, Michigan
- Kirk in the Hills, igreja presbiteriana, Míchigan
- Desenho de esculturas para o Brittany American Cemetery and Memorial na Bretanha, França executado por Jean Juge de Paris e o escultor francês, Augustine Beggi.